# رود سینیایا
رود سینیایا (انگلیسی: Sinyaya) یک رودخانه در استان پسکوف کشور روسیه است.